# 无敌铁桥三
《无敌铁桥三》，2014年在中国大陆播出的古装剧，导演何澍培执导的近代人物传奇电视剧，主演释小龙、蔡文静、陈雅丽、马文龙、郑晓东、许瑶璇、计春华、汪亚朝。该剧以名满南粤，有着洪拳大师之称的铁桥三（梁坤）为人物背景，着重展现了一代宗师传奇的人生经历,2013年12月杀青，2014年7月24日安徽影视频道首播。

## 剧情
清末广州，梁坤在襁褓中时，与父亲梁根发和母亲崔明秀遭到清政府的围捕。崔明秀带着儿子与《佛光瓷谱》先行逃离，梁根发在识破凶手是小师弟孙腾蛟时死于非命。十八年后，梁坤与师父江行远学习制瓷技术。江行远有意将女儿江琳儿嫁给梁坤，却遭到外甥赵乾的嫉妒。自斗瓷大会后，一直觊觎瓷谱的孙腾蛟发现崔明秀和梁坤踪迹。崔明秀招来杀身之祸，江行远也惨死家中。坠河的梁坤大难不死，与觉因和尚潜心习武，并与安青鸾日久生情。报仇心切的梁坤到码头做苦力逐渐查明：那桂宝的陷害，孙腾蛟的挑战和赵乾的出卖。就在真相大白时，梁坤被诬杀害安青鸾之父安豹。情人反目，琳儿逃离那府后杳无音讯，自己锒铛入狱。梁坤面对困境，自创铁线拳，与幕后真凶那桂宝背水一战

## 演出
| 演员   | 角色         | 介绍 |
| 释小龙 | 铁桥三       | 襁褓丧父，家道中落，门庭惨淡，背负重大家族秘密。面对内外敌人，少年梁坤，铸成超乎常人的耐力和专注力，铺就了他的武学之路。心中之女神江琳儿，爱上梁坤又视他为杀父仇人的安青鸾，一直在身边默默付出的戴小兰，她们的柔情不经意间改变了梁坤刚劲的拳风。为梁坤创出刚柔并济的铁线拳埋下伏笔。 |
| 郑晓东 | 赵乾         | 对制陶世家南风古灶主女儿江琳儿一往情深，可无奈佳人只对手足兄弟梁坤情有独钟，因爱生妒令赵乾整个人变得疯狂，正所谓爱有多深，恨就有多深，他开始处心积虑的报复起江琳儿身边的每一个人，并多次设计陷害梁坤，终令手足之情灰飞烟灭，成为一世宿敌。                                           |
| 陈雅丽 | 江琳儿       | 是古灶家族的千金小姐，从小与三哥（铁桥三）是青梅竹马的恋人。后来因奸人陷害，两个相爱的人从此散落天涯，寻寻觅觅，又加之乱世兵荒马乱的，两人受尽百般磨难。 |
| 蔡文静 | 安青鸾       | 喜欢铁桥三，无次数的帮铁桥三逃避官兵的追捕。视他为杀父仇人，后和好。 |
| 马文龙 | 那桂宝       | 位高权重，却处处与铁桥三为敌。 |
| 惠英红 | 崔明秀       | 铁桥三之母, 被奸人所害。梁根发之妻。 |
| 许瑶璇 | 戴小兰       | 喜欢铁桥三，一直在身边的默默付出。 |
| 周明汕 | 魏云飞       | 演绎反腐出色的大清官魏云飞，皇帝钦点任命的两广总督，并在清末广东禁烟、三元里抗英等重大历史事件中立下汗马功劳，一生为民除害。 |
| 沈保平 | 觉因         | 铁桥三之师父，何不了之师兄。和何不了比了50年的武。 |
| 计春华 | 何不了       | 觉因之师弟，和觉因斗了50年，为了证明自己武艺比师兄强。 |
| 何中华 | 梁根发       | 铁桥三之父，崔明秀之夫，被陷害，在第一集被师弟杀害。 |
| 汪亚朝 | 林福成       | 铁桥三之大弟子，宝芝灵当家，人称败家林。 |
| 张梓宸 | 王彪         | 安青鸾之师兄，奸人狼狈为奸，毒害师父安豹。 |
| 应采儿 | 戴小兰的姐姐 | |

## 音乐原声
| 曲序 | 曲目                   |        | 作曲         | 歌手           |
| ---- | ---------------------- | ------ | ------------ | -------------- |
| 1.   | 《相爱一生》（片尾曲） | 陈耀靖 | 周大堆、谢杰 | 蔡思涛、谢秉均 |

## 幕后制作
《无敌铁桥三》以清末广东禁烟、三元里抗英等重大历史事件为背景，以名满南粤、有着洪拳大师之称的“铁桥三”梁坤一生为故事主线，重点展现一代宗师精湛高超的武艺及自创铁线拳名震武林的传奇故事。
该剧拍之前筹备长达一年之久，剧本经多次修改，耗时三个月在横店、佛山拍摄。主要取景地是浙江省横店影视城、广东省佛山市、江苏省无锡市。该剧于2013年9月25日早上在横店影视城的红军长征博览城景区开机。何澍培导演携主演释小龙、马文龙、计春华、许瑶璇等其它主创人员参加了开机仪式。

## 剧集评价
大型历史传奇动作剧《无敌铁桥三》自开播以来，收视率呈现高歌猛进的良好势头，成为2015开春荧屏上的一匹黑马。该剧由香港知名导演何澍培执导，不仅汇集了释小龙、张航、马文龙等青年偶像，也有惠英红、何中华、计春华等老戏骨保驾护航。青年实力派男星张航在这部功夫戏里大显身手，上演了一出“舞龙狮”的精彩好戏。该剧讲述了广东籍武学宗师梁坤从莽撞少年成长为一代宗师的传奇人生故事，其中融合了江湖恩怨、同门争斗、商战以及三角恋等热门元素。“铁桥三”作为广东民间的武林传奇，虽没有原著，但也偶有零星的影视作品与文学描写支撑。有不少观众在看过该剧之后都表示，《无敌铁桥三》的故事一波三折，人物设置上也合情合理，是近几年荧屏上一部不可多得的好作品。作为一部正宗广产剧，《铁桥三》表现了洪拳大师梁坤由一个莽撞少年成长为一代宗师的传奇故事。虽然开播前该剧一度遭遇明星阵容不够大牌、选题颇为冷门等质疑，但开播后剧中正宗的粤式风情却让许多广东观众大呼惊喜，比如佛山的南风古灶、祖庙，广州的天字码头、白云山能仁寺等场景让不少老广倍感亲切。